# ابو خشب، دیر الزور
ابو خشب (به عربی: أبو خشب) یک منطقهٔ مسکونی در سوریه است که در استان دیر الزور واقع شده‌است. ابو خشب ۹٬۰۴۶ نفر جمعیت دارد.